# Espijeoles
L'Espijeoles o Spijeoles és una muntanya de 3.065 m d'altitud, amb una prominència de 145 m, que es troba al massís de Perdiguero, als departaments de l'Alta Garona i Alts Pirineus (França).

## Primeres ascencions
- 1a ascensió: 1880, Henry Russell i J. Brunet
- Cara sud-oest: 1910, Rouyer i J. Haurillon.
- Diedre nord de l'Espijeoles: 1964, Ph. Sol i Ch. Valleau.